# Kungliga Örlogsmannasällskapet
Kungliga Örlogsmannasällskapet (KÖMS) stiftades 1771, som ett samfund för officerare i Sveriges flotta, med syftet att "arbeta för marinvetenskapens utveckling" och "därigenom främja fäderneslandets nytta". 
Örlogsmannasällskapet är Sveriges marina akademi. Akademiens valspråk är ”Med förstånd och styrka”. 

## Målsättning och verksamhet
Kungl. Örlogsmannasällskapet verkar, enligt sina stadgar, för utveckling inom ”sjökrigsvetenskapen och sjöväsendet”, vilket innebär marinstrategiska frågor, forskning och kunskapsstöd för att utveckla marinen och områden inom de maritima näringarna. Sverige har EU:s längsta kuststräcka och är för sin säkerhet och försörjning beroende av fria vattenvägar och en stark svensk sjöfart. Marinen, handelsflottan och den inrikes sjöfarten – militär och civil sjöfart – har många beröringspunkter och samspelar inom totalförsvaret.
Kungl. Örlogsmannasällskapet arbetar för att öka, fördjupa och sprida kunskap om sina vetenskapsområden och vara en arena där frågor inom sjökrigsvetenskap och sjöväsende kan belysas och diskuteras för att på så sätt bidra till fred, säkerhet och trygghet för det svenska samhället. Vissa av akademiens sammankomster är öppna för externa åhörare och går då också att följa på distans.
Akademien är indelad i fyra vetenskapsgrenar och har cirka trehundra svenska och utländska ledamöter med omfattande kunskaper och mångåriga erfarenheter inom områden som taktik och strategi, teknik, juridik (i synnerhet havs- och folkrätt), kompetensförsörjning, handelssjöfart och maritima samhällsfrågor. KÖMS delar också ut belöningar för att uppmärksamma goda insatser samt till marina elever som presterat goda resultat vid de olika officersutbildningarna.
Publikationen Tidskrift i Sjöväsendet ges ut med fem till sex nummer per år och innehåller artiklar, sammandrag av föredrag, recensioner av aktuell litteratur mm i syfte att stärka och sprida kunskap och skapa intresse för akademiens frågor. I Karlskrona finns Kungl. Örlogsmannasällskapets mycket omfattande litterära samlingar och bildarkiv, tillgängligt för forskning.
Akademien är en av de kungliga akademierna och grundades 1771 i Stockholm. Konteramiralen Odd Werin är sedan november 2023 ordförande för Kungl. Örlogsmannasällskapet

### Historik
Örlogsmannasällskapets första session hölls i Stockholm den 15 november 1771. Sällskapet är därmed landets och ett av världens äldsta militärvetenskapliga samfund. 
De unga officerare vid galäreskadern som stiftade Örlogsmannasällskapet, var besjälade av en stark vilja att genom vidgade kunskaper och fördjupade studier öka sin yrkesskicklighet och därmed hävda den i den försvarspolitiska debatten omstridda galäreskaderns anseende.
Dåvarande chefen för galäreskadern, Christoffer Falkengréen, kallades vid den första sessionen som hederspreses. Vid sessionen installerades tolv ledamöter. 1784 flyttade Örlogsmannasällskapet sin hemvist till Karlskrona, Under 1900-talet förlades huvudorten åter till Stockholm.
I sällskapets äldsta stadgar kan läsas att ”Fäderneslandets vidsträckta gränser äro dess stränder. Dess vackraste landskap ligga vid havet. Dess välmåga beror på dess näringar, och dess liv av handeln och sjöfarten. Strändernas försvar och sjöfartens beskydd äro viktiga omsorger”. Den gammalmodiga texten beskriver fortfarande väl akademiens syfte ”att följa och aktivt verka för utvecklingen av sjökrigsvetenskapen och sjöväsendet i allmänhet”.

## Ledamöter och verksamhet
Sällskapet upphöjdes till kunglig akademi 1805. Det består av ordinarie och korresponderande ledamöter samt hedersledamöter, som är såväl civila som militärer; främst sjö- och amfibiekårsofficerare. Till ordinarie ledamot kan svenska medborgare väljas; till korresponderande endast utländska. Medlemskap vinnes genom inval, efter förslag från minst tre ledamöter varvid inval av ledamöter sker vid valsammanträde. 
Sällskapet sammanträder sju gånger per år och dess högtidsdag är den 15 november. Örlogsmannasällskapet utger sedan 1870 Sveriges äldsta nautiska tidskrift, den år 1836 grundade Tidskrift i sjöväsendet (TiS). Sällskapet äger ett värdefullt marinvetenskapligt bibliotek i Karlskrona.
Örlogsmannasällskapet uppmuntrar den maritima debatten och ordnar regelbundet tävlingsskrivande samt belönar årligen elever vid de marina officersutbildningarna som presterat särskilt framstående uppsatser. 

## Vetenskapsgrenar
Kungl. Örlogsmannasällskapet verkar för sitt syfte inom fyra maritima vetenskapsgrenar:
- strategi, operationer och taktik,
- personal, utbildning och marinmedicin,
- maritim teknik,
- sjöfart och andra verksamhetsområden av betydelse för sällskapets verksamhet.